# Vsenočno bdenje (Rahmaninov)
Vsenočno bdenje (rusko Всенощное бдение, Vsenoshchnoe bdenie), opus 37, je kompozicija Sergeja Rahmaninova za mešani zbor a cappella. Dokončana in krstno izvedena je bila leta 1915. Zasnovana je na besedilih ruskega pravoslavnega obreda, imenovanega vsenočno bdenje. 
Skladba je bila obravnavana tudi kot skladateljevo najboljše delo  in »največji glasbeni dosežek ruske pravoslavne cerkve«. Sicer je bilo Vsenočno bdenje poleg   kantate Zvonovi skladatelju samemu dolgo časa najljubše delo. Rahmaninov je želel, da bi enega izmed stavkov Vsenočnega bdenja (št. 5) peli na njegovem pogrebu. Naslov tega glasbenega dela je pogosto preveden preprosto kot Vespers (slovensko: Večernice), kar je tako knjižno kot pomensko netočno, kar se tiče celotne skladbe: samo prvih šest od skupno petnajstih stavkov se nanaša na besedila iz Večernic ruske ortodoksije.

## Skladba in zgodovina izvedb
Skladbo Vsenočno bdenje je Rahmaninov skomponiral v manj kot dveh tednih med januarjem in februarjem leta 1915, njena prva izvedba pa je bila v Moskvi marca istega leta. Ta izvedba naj bi delno vzpodbujala tudi ruske vojne napore. Nikolaj Danilin je dirigiral moškemu zboru (Moskovski sinodalni zbor), izvedba pa je bila toplo sprejeta tako s strani kritike kot občinstva. Zaradi uspešnosti je bila izvedena še petkrat v roku enega meseca.. Vendar pa sta Ruska revolucija leta 1917 in vzpon Sovjetske Zveze privedla do opustitve izvedb vsakršne religiozne glasbe, 22. julija 1918 je Sinodalni zbor zamenjal ne-verski »Zbor narodne akademije«. Zapisano je bilo, da »nobena skladba ne predstavlja konca zgodovinskega obdobja tako jasno kot to liturgično delo«.

## Stavki
|    | original                                       | slovenščina                             |
| -- | ---------------------------------------------- | --------------------------------------- |
| 1  | Приидите, поклонимся                           | Pridite, molimo                         |
| 2  | Благослови, душе моя (греческого роспева)      | Slavi, moja duša, Gospoda (grški napev) |
| 3  | Блажен муж                                     | Blagoslovljen je človek                 |
| 4  | Свете тихий (киевского роспева)                | Nežna svetloba (kijevski napev)         |
| 5  | Ныне отпущаеши (киевского роспева)             | Gospod, odpusti (kijevski napev)        |
| 6  | Богородице Дево, радуйся                       | Veseli se, o Devica (Zdrava Marija)     |
| 7  | Шестопсалмие                                   | Šest psalmov                            |
| 8  | Хвалите имя Господне (знаменного роспева)      | Slavite ime gospoda                     |
| 9  | Благословен еси Господи (знаменного роспева)   | Blagoslovljen si ti, Gospod             |
| 10 | Воскресение Христово видевше                   | Opaženo Kristusovo vstajenje            |
| 11 | Величит душа моя Господа                       | Moja duša blagoslavlja Gospoda          |
| 12 | Славословие великое (знаменного роспева)       | Veliki slavospev                        |
| 13 | Тропарь: Днесь спасение (знаменного роспева)   | Troparion: Danes je prišla odrešitev    |
| 14 | Тропарь: Воскрес из гроба (знаменного роспева) | Troparion: Vstajenje iz groba           |
| 15 | Взбранной Воеводе (греческого роспева)         | Kraljica zmage (grški napev)            |